# 亚历杭德罗·莫雷诺·卡德纳斯
拉斐尔·亚历杭德罗·莫雷诺·卡德纳斯（西班牙語：Rafael Alejandro Moreno Cárdenas，1975年4月25日—）是一位墨西哥律师和政治家，自2019年以来一直担任制度革命党主席。